# Међународна декада за културу мира и ненасиља над децом
Међународна декада за културу мира и ненасиља над децом (енгл. International Decade for a Culture of Peace and Non-Violence for the Children of the World) је прва деценија 21. века и трећи миленијум, 2001—2010. година.

## Историјат
Генерална скупштина Уједињених нација је прогласила 2001—2010. Међународном декадом за културу мира и ненасиља над децом, након резолуција о Међународној години културе и мира и Међународном дану мира.
Акциони план за Међународну декаду за културу мира и ненасиља над децом је предложио осам сфера активности за промоцију културе мира: јачање културе мира кроз образовање, промовисање економског и социјалног одрживог развоја и поштовања свих људских права, обезбеђивање родне равноправности, подржавање партиципативне демократије, развијање разумевања, толеранције и солидарности и комуникације, слободе кретања и слободног информисања и промовисање међународног мира и сигурности.
Генерална скупштина Уједињених нација је 29. новембра 2000. поверила Унескову координацију активности организација система Уједињених нација на промовисању културе и мира и везу са другим организацијама које се баве овим питањем. Године 2009. је, у резолуцији о Међународној декади за културу мира и ненасиља над децом, подржала текући рад Мреже вести за културу мира као део сталне посвећености Уједињених нација култури мира.
Године 2010. је Уједињеним нацијама достављен Извештај цивилног друштва са детаљним информацијама и фотографијама обележавања Међународне декаде за културу мира и ненасиља над децом од 1054 организације из преко сто земаља. Неке националне коалиције невладиних организација које су промовисале ову декаду су основане у неколико земаља, међу њима су Аустрија, Француска, Италија и Холандија. Заједно са међународним организацијама су основале Међународну коалицију за декаду јуна 2003. Сју Гилмареј је компоновала и снимила циклус песама у знак сећања на ову деценију. Већина укључује критику употребе деце у војсци и критику промоције и маркетинга насилних филмова и игара према деци.